# آرشام شاهینیان
آرشام آرتاشسی شاهینیان (ارمنی: Արշամ Արտաշեսի Շահինյան؛ زاده ۱ نوامبر ۱۹۱۸ – درگذشته ۱۳ دسامبر ۲۰۰۴) مجسمه‌ساز اهل ارمنستان بود.

## زندگی‌نامه
وی در ۱ نوامبر ۱۹۱۸ در ایروان در به دنیا آمد و از انستیتو دولتی هنری و نمایشی ایروان (۱۹۵۱) فارغ‌التحصیل گشت. وی در کالج دولتی هنرهای زیبای پانوس ترلمزیان فعالیت می‌کرد. وی همچنین برنده جوایزی همچون نقاش شایسته ارمنستان شوروی (۱۹۷۲) شد. وی در ۱۳ دسامبر ۲۰۰۴ در سن ۸۶ سالگی در ایروان درگذشت.

## آثار
- یادبود نبرد سارداراباد (Սարդարապատի հերոսամարտի հուշահամալիր)

## نگارخانه

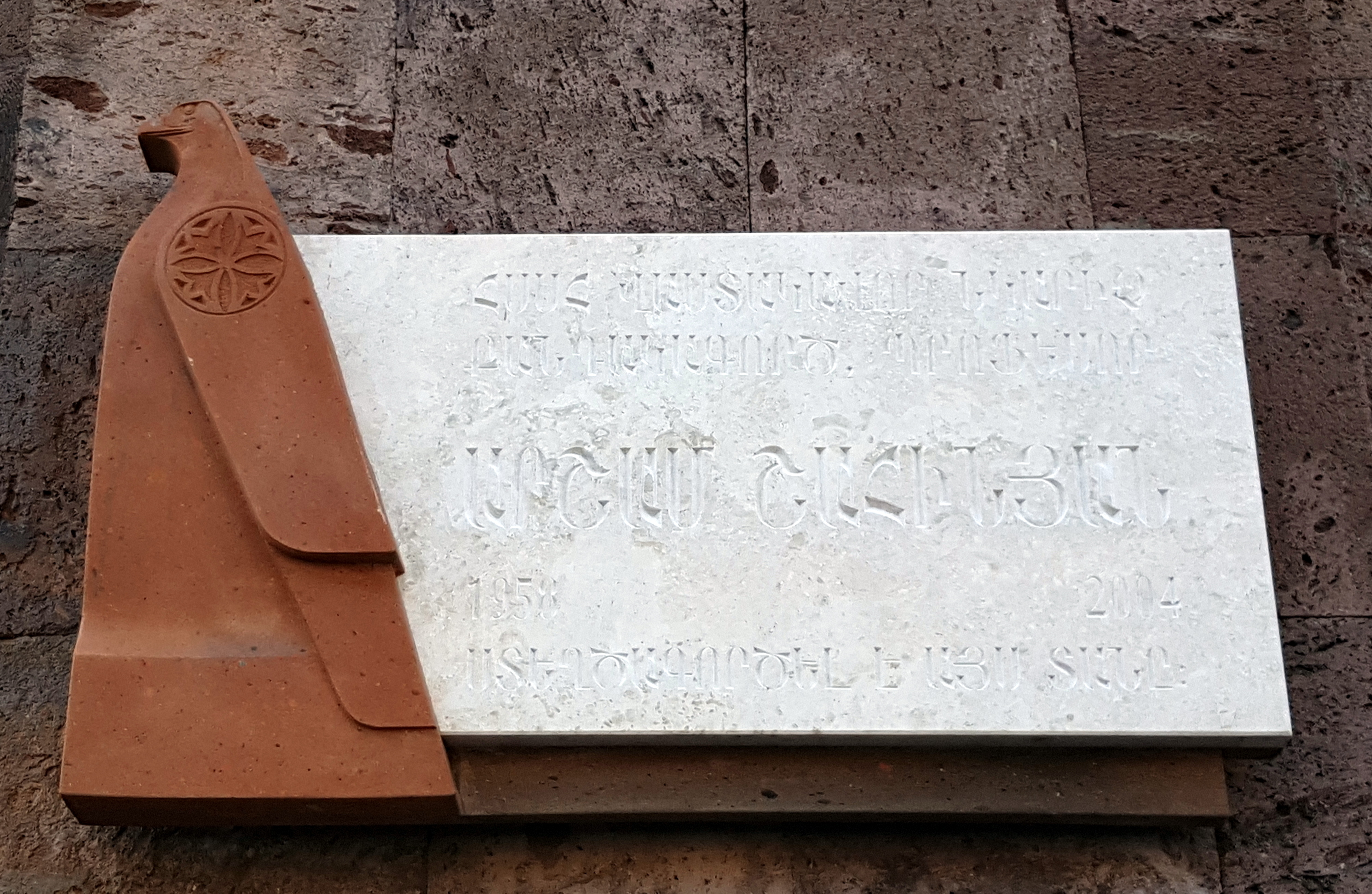
پلاک یادبود آرشام شاهینیان
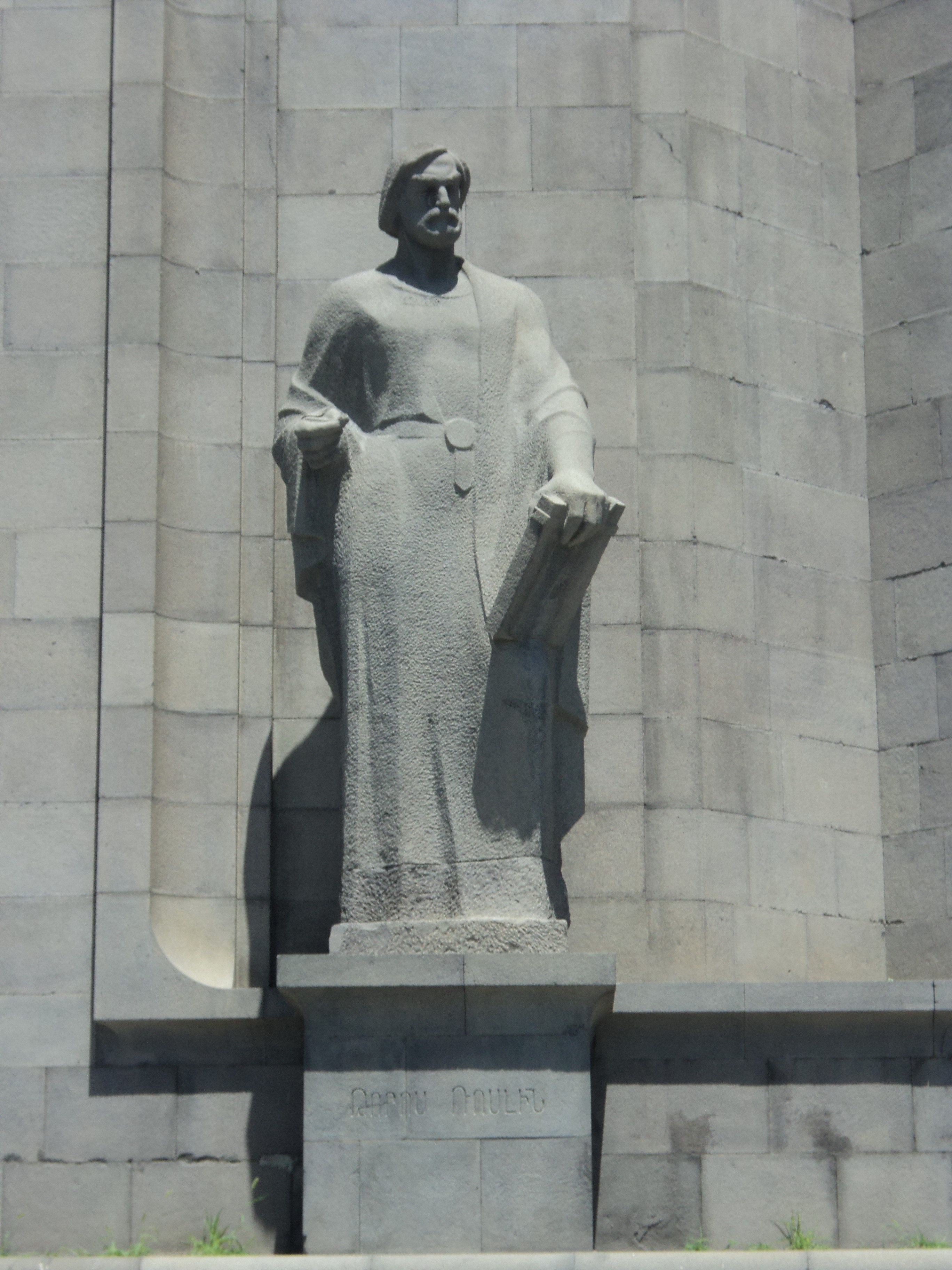
بنای یادبود توروس روسلین (Թորոս Ռոսլինի հուշարձան) در ایروان
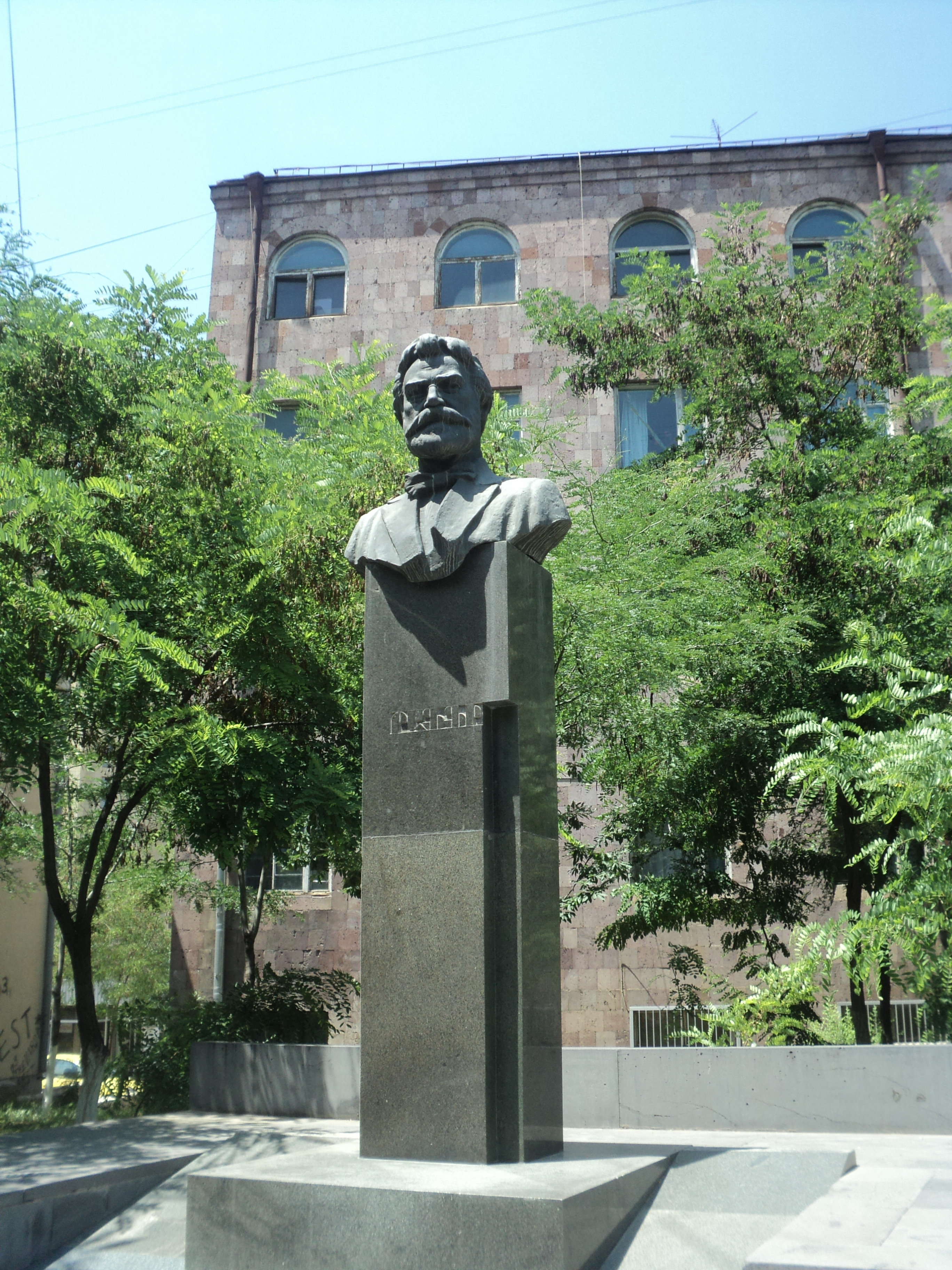
نیم‌تنه رافی (Րաֆֆու կիսանդրի), (۱۹۸۷, گرانیت, برنز, جلوی مدرسه رافی در ایروان)
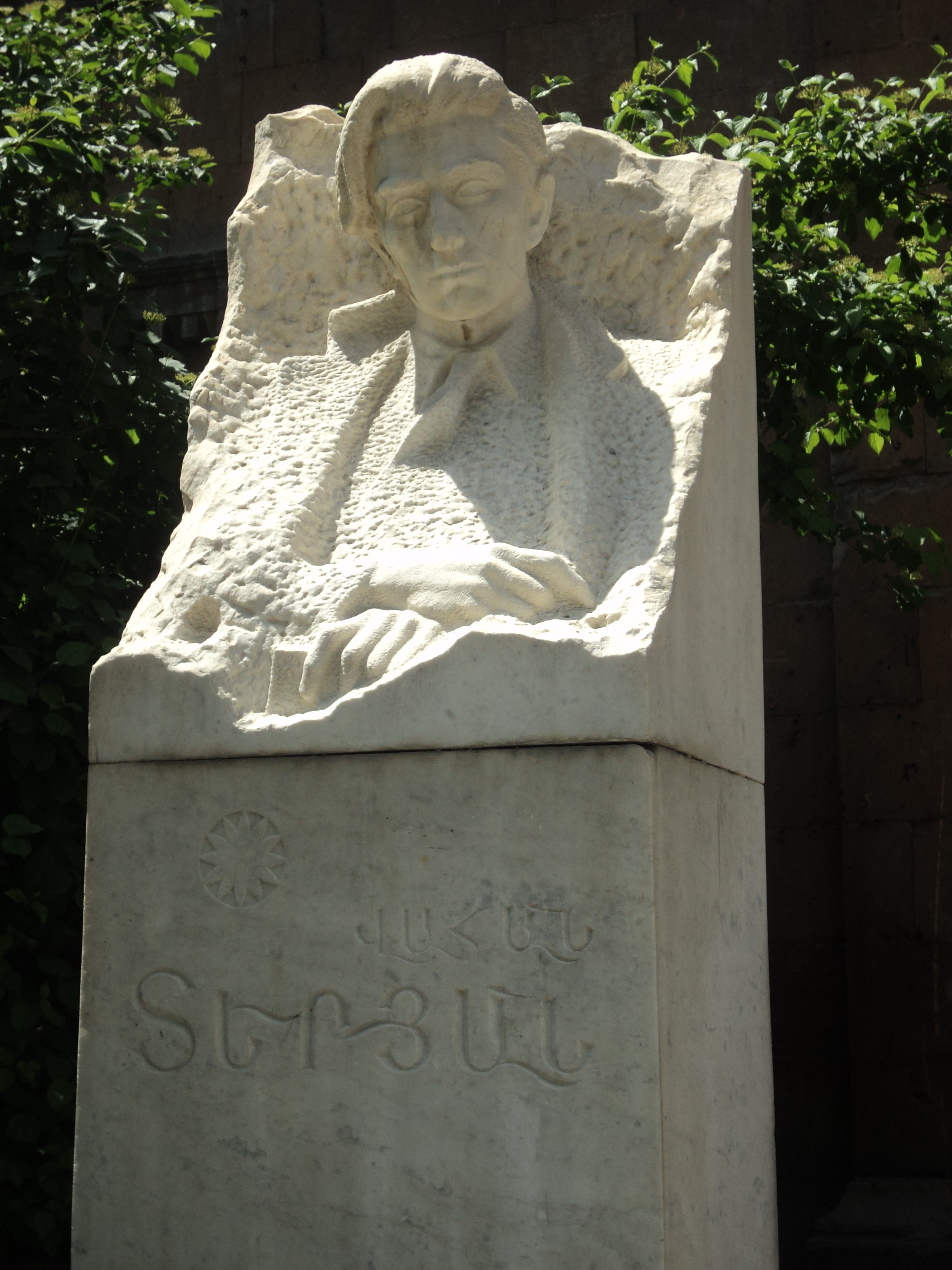
نیم‌تنه واهان تریان  (Վահան Տերյանի կիսանդրի) (در ایروان)
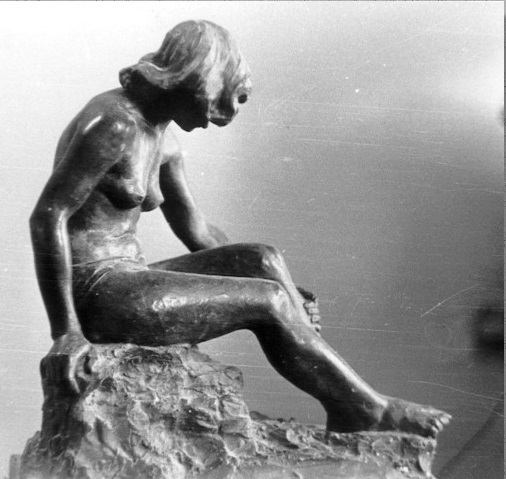
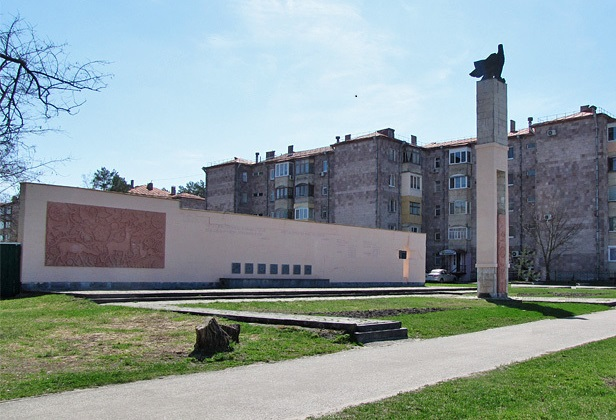
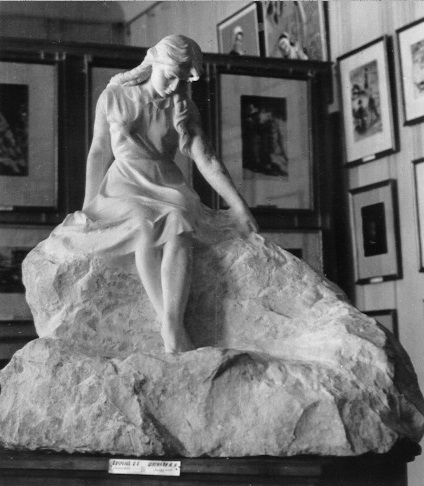
مدیتیشن
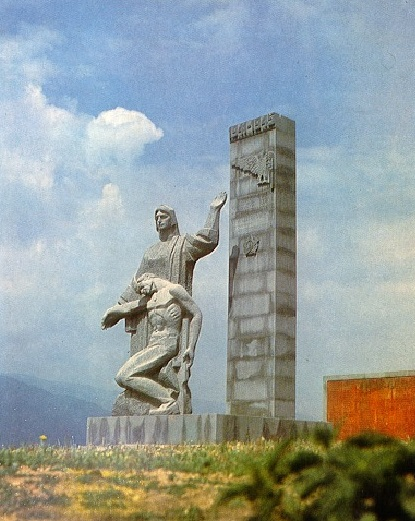
تقدیم به سربازان جان‌باخته در جنگ کبیر میهنی
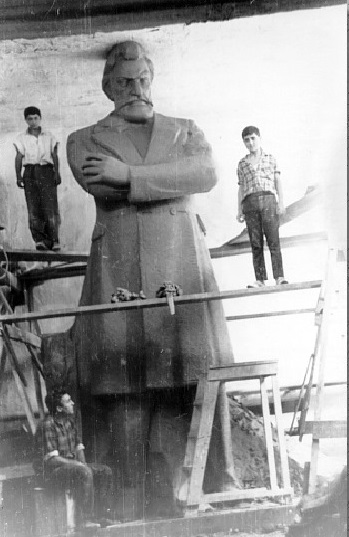
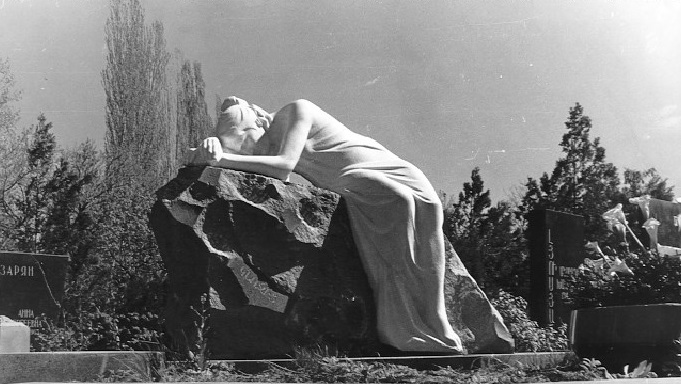
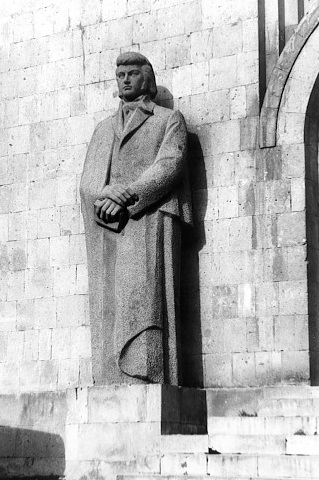
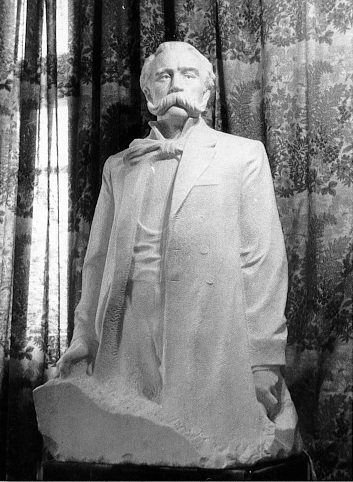
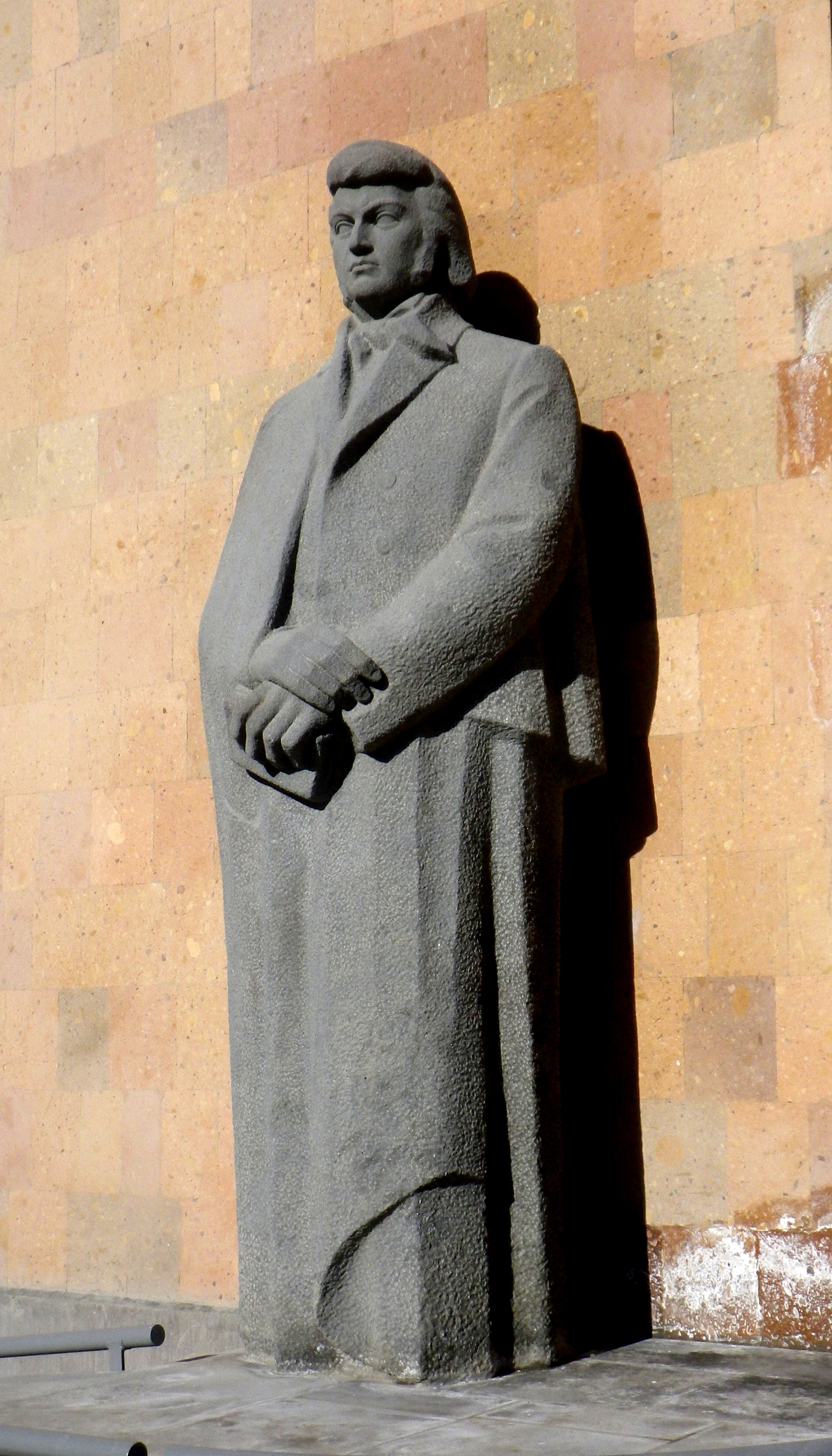
خاچاطور آبوویان در دیلیجان
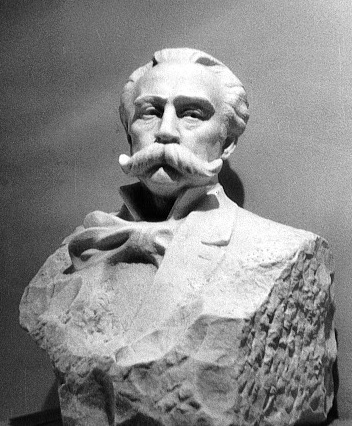
تیگران چوخاجیان